# 英文中國郵報
《The China Post》，中文名稱為《英文中國郵報》，是在台灣發行的英文報紙，公司為中國郵報社股份有限公司，由黃遹霈、余夢燕夫婦創辦於1952年9月3日。曾獲得金氏世界紀錄認證為「台灣第一份英文早報」。後公司交由第二代黃致祥接任，2016年再轉由第三任董事長與發行人為前立委謝國樑。是台灣首家以報紙型態發行的英文報紙。
該報2016年6月移交華聯國際多媒體股份有限公司為旗下子公司。謝國樑於入主該報一年一個月後，於2017年4月15日宣布該報將於5月15日停止紙本發行，只保留網路版。內部人力也將相應調整，但無法對外確認調整幅度。2017年10月1日華聯國際正式將英文中國郵報移轉至網路媒體今日新聞網（NOWNEWS），多以轉載美聯社（AP）與中央社（CNA）等通訊社所發出稿件，每日亦有晚報翻譯台灣當日熱門新聞，成功轉型經營英文新聞頻道網站。2022年後，網站停止營運。

## 業務範圍
除日報以外，還有海外航空版發行至歐、美、亞洲共十餘國，並有《中英雙語週報》（Student Post，雙語學生郵報），是大學入學考試可參考刊物。
自1997年起代理《亞洲華爾街日報》，並在2008年成為亞洲新聞聯盟（ANN）會員，是ANN唯一台灣新聞媒體代表，將台灣的新聞傳播至全亞洲17個會員國家。

## 外部連結
- The China Post  Taiwan in English （页面存档备份，存于） （英文）
- The China Post的Facebook專頁 （英文）
- 英文中國郵報 將停止發行紙本 （页面存档备份，存于）.中央社.2017-04-16
- 李盛雯.今日新聞+英文中國郵報 開啟台灣媒體不凡的一頁 （页面存档备份，存于）.NOWnews 今日新聞.2017-10-10